# Quốc lộ 24B
Quốc lộ 24B (đoạn hiện hữu dài 18 km), chạy trong địa phận thành phố Quảng Ngãi, huyện Sơn Tịnh và huyện Bình Sơn của tỉnh Quảng Ngãi.

## Lộ trình
Điểm đầu tại dốc Quán Cơm, phường Trương Quang Trọng, thành phố Quảng Ngãi; điểm cuối tại cảng Sa Kỳ, xã Bình Châu, huyện Bình Sơn. Quốc lộ 24B ở về phía Bắc của Quốc lộ 24. Quốc lộ 24B đi qua địa phận các xã, phường, thị trấn: Trương Quang Trọng, Tịnh An, Tịnh Châu, Tịnh Thiện, Tịnh Khê, Tịnh Hoà, Tịnh Hà và Bình Châu.
Tuyến quốc lộ 24B mới có tổng chiều dài 108 km, kéo dài từ huyện Bình Sơn tới huyện Ba Tơ, Quảng Ngãi.
Quốc lộ 24B mới được hình thành trên cơ sở tuyến Quốc lộ 24B hiện hữu (18 km), các đoạn tuyến đường tỉnh gồm tuyến Sơn Tịnh - Sơn Hà (đường tỉnh 623) và tuyến Di Lăng - Ba Tiêu (đường tỉnh 626).
Theo quyết định của Bộ Giao thông Vận tải, tuyến quốc lộ mới có điểm đầu giáp Cảng Sa Kỳ, xã Bình Châu, huyện Bình Sơn tại km0 và điểm cuối thuộc địa phận xã Ba Tiêu, huyện Ba Tơ km108 (nối vào QL24 tại km57+190).
Đây là tuyến đường kết nối các huyện đồng bằng với các huyện miền núi của tỉnh theo Đề án phát triển đô thị trên địa bàn tỉnh Quảng Ngãi giai đoạn 2010 - 2015, định hướng đến năm 2020.